# Titolo ibrido (diritto commerciale)
Un titolo ibrido è un titolo che unisce assieme caratteristiche proprie dei titoli di credito (obbligazioni) a caratteristiche dei titoli di proprietà (azioni).
I titoli ibridi sono:
1. subordinati a tutte le emissioni obbligazionarie della società
2. di lunga durata o perpetui
3. solitamente rimborsabili a discrezione dell'emittente (clausola call). Quando ciò non succede di solito è previsto un meccanismo di aumento della cedola (clausola step-up)
4. con cedole delazionabili o non pagabili in caso si verifichino determinate condizioni (interest deferral)